# Велоспорт на літніх Олімпійських іграх 2020 — маунтінбайк (чоловіки)
Змагання з маунтінбайку по пересіченій місцевості серед чоловіків на Літніх Олімпійських іграх 2020 відбулися 26 липня 2021 року на трасі Ідзу MTB У змаганнях взяли участь 38 велосипедистів з 29 країн..

## Передісторія
Це буде 7-ма поява цієї дисципліни на Олімпійських іграх. Її проводять на кожній Олімпіаді починаючи з 1996 року, коли до програми додали маунтінбайк.
Чинний олімпійський чемпіон - Ніно Шуртер зі Швейцарії, а чинний чемпіон світу (2020) - Жордан Сарру з Франції.

## Кваліфікація
Національний олімпійський комітет (НОК) може виставити на змагання по пересіченій місцевості щонайбільше 3 велосипедисти. Всі квоти отримує НОК, який сам вибирає велосипедистів, що беруть участь у змаганнях. Загалом для участі в гонці було виділено 38 квот. З них 30 розподілено відповідно до світового рейтингу UCI за країнами. 2 країни з найвищим рейтингом отримали по 3 квоти. НОК, що посіли з 3-го по 7-ме місця, одержали по 2 квоти. НОК, які посіли з 8-го по 21-ше місце, одержали по 1 квоті. Ще три квоти розіграно в рамках континентальних турнірів Африки, Америки та Азії. НОК з найвищим місцем на кожному турнірі (які ще не кваліфікувались) одержали по 1 квоті. Третім етапом став Чемпіонат світу з маунтінбайку 2019. В категорії «Еліта» два НОК з найвищим місцем (серед тих, що ще не кваліфікувались) отримали по квоті; в категорії U-23 два НОК з найвищим місцем (серед тих, що ще не кваліфікувались, зокрема і через категорію «Еліта») теж одержали по квоті. Країні-господарці було гарантовано квоту, яку було б перерозподілено за рейтингом, якби Японія кваліфікувалась іншим способом. Оскільки кваліфікація завершилась до закінчення Чемпіонату світу з велоспорту на треку 2020 1 березня 2020 року (останнє змагання, що могло змінити рейтинг 2018-20 років), то пандемія COVID-19 на кваліфікацію не вплинула.

## Формат змагань
Змагання є гонкою з масовим стартом, а гонщики долають декілька кіл. Тривалість змагань - один етап. Траса для маунтінбайку має довжину 4,1 кілометра, з різкими перепадами висот, вузькими грунтовими стежками і скелястими ділянками. Висота по вертикалі становить 150 метрів. Гонщики, що на першому колі ідуть на 80% повільніше, ніж лідер, вибувають.

## Розклад
Змагання в цій дисципліні відбуваються впродовж одного дня.
| З | Попередні заїзди | ЧФ | Чвертьфінали | ПФ | Півфінали | Ф | Фінали |

| Дисципліна↓/Date →     | 24 лип | 25 лип | 26 лип | 27 лип | 28 лип | 29 лип | 30 лип | 30 лип | 31 лип | 1 сер |
| ---------------------- | ------ | ------ | ------ | ------ | ------ | ------ | ------ | ------ | ------ | ----- |
| Маунтінбайк            |        |        |        |        |        |        |        |        |        |       |
| маунтінбайк (чоловіки) |        |        | Ф      |        |        |        |        |        |        |       |
| маунтінбайк (жінки)    |        |        |        | Ф      |        |        |        |        |        |       |

## Результати
| Місце | #  | Велогонщик                | Країна                           | Час     | Diff.  |
| ----- | -- | ------------------------- | -------------------------------- | ------- | ------ |
| 1     | 29 | Том Підкок                | Велика Британія (GBR)            | 1:25:14 |        |
| 2     | 2  | Матіас Флюкіґер           | Швейцарія (SUI)                  | 1:25:34 | +0:20  |
| 3     | 14 | Давід Валеро              | Іспанія (ESP)                    | 1:25:48 | +0:34  |
| 4     | 1  | Ніно Шуртер               | Швейцарія (SUI)                  | 1:25:56 | +0:42  |
| 5     | 7  | Віктор Корецький          | Франція (FRA)                    | 1:26:00 | +0:46  |
| 6     | 13 | Антон Купер               | Нова Зеландія (NZL)              | 1:26:00 | +0:46  |
| 7     | 11 | Влад Даскалу              | Румунія (ROU)                    | 1:26:03 | +0:49  |
| 8     | 10 | Алан Хазерлі              | ПАР (RSA)                        | 1:26:33 | +1:19  |
| 9     | 4  | Жордан Сарру              | Франція (FRA)                    | 1:26:50 | +1:36  |
| 10    | 8  | Мілан Вадер               | Нідерланди (NED)                 | 1:27:21 | +2:07  |
| 11    | 21 | Антон Сінцов              | Олімпійський комітет Росії (ROC) | 1:27:41 | +2:27  |
| 12    | 17 | Філіппо Коломбо           | Швейцарія (SUI)                  | 1:28:04 | +2:50  |
| 13    | 3  | Енріке Аванчіні           | Бразилія (BRA)                   | 1:28:09 | +2:55  |
| 14    | 20 | Крістофер Блевінс         | США (USA)                        | 1:28:13 | +2:59  |
| 15    | 25 | Хофре Кульєль             | Іспанія (ESP)                    | 1:28:16 | +3:02  |
| 16    | 30 | Мартін Відаурре           | Чилі (CHI)                       | 1:28:33 | +3:19  |
| 17    | 31 | Максіміліан Фойдль        | Австрія (AUT)                    | 1:28:45 | +3:31  |
| 18    | 24 | Єнс Шурманс               | Бельгія (BEL)                    | 1:29:07 | +3:53  |
| 19    | 19 | Бартломей Вавак           | Польща (POL)                     | 1:29:10 | +3:56  |
| 20    | 6  | Герхард Кершбаумер        | Італія (ITA)                     | 1:29:48 | +4:34  |
| 21    | 15 | Максіміліан Брандль       | Німеччина (GER)                  | 1:29:49 | +4:35  |
| 22    | 18 | Себастьян Фіні Карстенсен | Данія (DEN)                      | 1:30:28 | +5:14  |
| 23    | 23 | Херердо Уллоа             | Мексика (MEX)                    | 1:30:57 | +5:43  |
| 24    | 28 | Ерік Гаеґстад             | Норвегія (NOR)                   | 1:31:14 | +6:00  |
| 25    | 12 | Лука Бредо                | Італія (ITA)                     | 1:31:30 | +6:16  |
| 26    | 27 | Пітер Дісера              | Канада (CAN)                     | 1:31:45 | +6:31  |
| 27    | 33 | Луїз Кокуцці              | Бразилія (BRA)                   | 1:32:21 | +7:07  |
| 28    | 22 | Мануель Фуміч             | Німеччина (GER)                  | 1:32:38 | +7:14  |
| 29    | 32 | Ямамото Кюхей             | Японія (JPN)                     | 1:32:35 | +7:21  |
| 30    | 26 | Деніел МакКоннелл         | Австралія (AUS)                  | 1:33:12 | +7:58  |
| 31    | 37 | Алекс Міллер              | Намібія (NAM)                    | 1:34:26 | +9:12  |
| 32    | 35 | Андраш Парті              | Угорщина (HUN)                   | 1:35:33 | +10:19 |
| 33    | 36 | Шломі Хаймі               | Ізраїль (ISR)                    | 1:36:58 | +11:44 |
| 34    | 16 | Надір Колледані           | Італія (ITA)                     |         |        |
| 35    | 34 | Перікліс Іліас            | Греція (GRE)                     |         |        |
| 36    | 38 | Чжан Пен                  | Китай (CHN)                      |         |        |
|       | 5  | Ондржей Цинк              | Чехія (CZE)                      | DNF     |        |
|       | 9  | Матьє ван дер Пул         | Нідерланди (NED)                 | DNF     |        |